# Havuş
Havuş è un comune dell'Azerbaigian situato nel distretto di Şərur.